# Temognatha viridescens
Temognatha viridescens es una especie de escarabajo del género Temognatha, familia Buprestidae. Fue descrita científicamente por Barker en 1995.